# Eraldo Pecci
Eraldo Pecci (* 12. April 1955 in San Giovanni in Marignano, Italien) ist ein ehemaliger italienischer Fußballspieler.
Er war Teil der Mannschaft der AC Turin, die 1976 überraschend die italienische Meisterschaft gewann und spielte weiterhin zum Beispiel für die AC Florenz, die SSC Neapel und den FC Bologna. Des Weiteren nahm Pucci mit der italienischen Fußballnationalmannschaft an der Fußball-Weltmeisterschaft 1978 in Argentinien teil.

## Karriere

### Vereinskarriere
Eraldo Pecci, geboren 1955 in der emilianischen Stadt San Giovanni in Marignano, begann mit dem Fußballspielen beim FC Bologna. Nachdem er dort die Jugendabteilungen durchlaufen hatte, gehörte Pucci, der auf der Position eines Mittelfeldspielers agierte, ab 1973 zur Erstligamannschaft des ehemaligen italienischen Meisters. Gleich in seiner ersten Saison als Profi gewann Eraldo Pecci seinen ersten wichtigen Titel, als im Endspiel der Coppa Italia der US Palermo mit 5:4 nach Elfmeterschießen – nach Ablauf der Verlängerung hatte es 1:1 gestanden – besiegt wurde. Pecci verwandelte dabei den letzten Elfmeter für seinen Verein, ehe Palermos Erminio Favalli entscheidend verschoss.
Pecci blieb bis in den Sommer 1975 hinein beim FC Bologna aktiv, weitere großartige Erfolge waren allerdings nicht zu verzeichnen. Zur Saison 1975/76 nahm er ein Angebot des AC Turin an. Trainiert von Luigi Radice und mit Spielern wie etwa Francesco Graziani, Renato Zaccarelli oder Paolino Pulici versehen gelang Torino in der Serie A 1975/76 eine Überraschung. Mit zwei Punkten Vorsprung auf Lokalrivale Juventus Turin belegte man in der Abschlusstabelle den ersten Platz und sicherte sich damit den ersten Meistertitel seit dem Ende des Grande Torino mit dem Flugunfall von Superga im Jahr 1949. Durch den Meistertitel war Eraldo Pecci mit dem AC Turin teilnahmeberechtigt am Europapokal der Landesmeister 1976/77, wo man allerdings bereits in der zweiten Runde am deutschen Vertreter Borussia Mönchengladbach scheiterte. Auch auf nationaler Ebene blieben weitere Erfolge aus. Nachdem 1976/77 noch einmal ein zweiter Platz belegt wurde, setzte man sich in den Folgejahren im oberen Mittelfeld fest, in Peccis letzter Spielzeit im Stadio Comunale wurde man gar nur Neunter. Nach Ende der Saison 1980/81 verließ Eraldo Pecci den Verein, der sich mittlerweile in Torino Calcio umbenannt hatte, und ging zusammen mit seinem alten Mannschaftskollegen Francesco Graziani zum AC Florenz.
Bei der Fiorentina verlebte Eraldo Pecci vier Jahre ohne große Titel. Nachdem in seinem ersten Jahr in Florenz in der Serie A 1981/82 der Meistertitel mit Rang zwei, nur einen Punkt hinter Juventus Turin, knapp verpasst wurde, ging es mit den Leistungen der Mannschaft bergab. Stets als Mitfavorit auf den Titel gehandelt, wurden in den folgenden Spielzeiten allerdings nur Platzierungen im oberen Mittelfeld erreicht und auch in der Coppa Italia stellten sich keine großen Erfolge ein. Schließlich wechselte Eraldo Pecci 1985 wieder den Verein und schloss sich nach 138 Ligaspielen für die Fiorentina dem SSC Neapel an.
In der aufstrebenden Mannschaft um Diego Maradona spielte Eraldo Pecci eine Saison und kam im Rahmen der Serie A 1985/86 zu 24 Ligaspielen mit einem Tor für das Team von Coach Ottavio Bianchi. Damit verhalf er Napoli zum Erreichen des dritten Tabellenranges. Nach der Saison trennten sich die Wege von Pecci und dem SSC Neapel allerdings wieder. Während der SSC sich angeführt von Maradona 1987 zum Meister krönte, ging Pecci zurück zu seinem Heimatverein FC Bologna, der mittlerweile in den Niederungen der Serie B verschwunden war. Nach einem Mittelfeldrang 1986/87 schaffte Pecci mit Bologna in der Saison 1987/88 die Rückkehr in die Serie A. Mit Platz 14 in der Serie A 1988/89 gelang auch denkbar knapp der Klassenerhalt. Daraufhin verließ Pecci Bologna wieder und ging für ein Jahr zum mittlerweile in die dritte Liga abgestiegenen Traditionsverein Lanerossi Vicenza, wo er seine Laufbahn mit zwei abschließenden Drittligaspielen ausklingen ließ.

### Nationalmannschaft
Zwischen 1975 und 1978 brachte es Eraldo Pecci auf insgesamt sechs Länderspiele für die italienische Fußballnationalmannschaft, wobei ihm dabei kein Torerfolg gelang. Von Nationaltrainer Enzo Bearzot wurde er ins Aufgebot der Italiener für die Fußball-Weltmeisterschaft 1978 in Argentinien berufen. Im Turnierverlauf wurde er jedoch nicht berücksichtigt. Die italienische Mannschaft agierte indes durchaus erfolgreich beim Weltchampionat in Südamerika und belegte am Ende den vierten Platz, nachdem man im Spiel um Platz drei der brasilianischen Auswahl unterlegen war.

## Erfolge
- Italienische Meisterschaft: 1975/76 mit dem AC Turin
- Italienischer Pokalsieg: 1973/74 mit dem FC Bologna